# Don Tetto (álbum)
Don Tetto es el tercer álbum de estudio de la banda de rock alternativo Don Tetto. Fue lanzado el 20 de mayo de 2014, tras el año sabático que la banda tomó tras la extensa gira de su álbum Miénteme, Prométeme, y tras la grabación y lanzamiento en Bogotá de su segundo álbum en directo 360° (En Vivo Bogotá). Fue producido por Fernando “Toby” Tobón, grabado, mezclado y masterizado entre diciembre de 2013 y febrero de 2014. Tuvo grabaciones en la ciudad de Medellín en La Finca - Estudios y The Hit Factory Criteria Studios en la ciudad de Miami-FL.

## Lista de canciones
| N.º | Título                                    | Escritor(es)                        | Duración |  |
| 1.  | «Quien Soy Yo»                            | Leongomez Pulecio Medina Valderrama | 3:25     |  |
| 2.  | «Dime Quién»                              | Leongomez Pulecio Medina Valderrama | 3:09     |  |
| 3.  | «Me Odia, Me Ama»                         | Leongomez Pulecio Medina Valderrama | 3:08     |  |
| 4.  | «No Estoy Buscando Amor»                  | Leongomez Pulecio Medina Valderrama | 3:24     |  |
| 5.  | «Casino»                                  | Leongomez Pulecio Medina Valderrama | 3:30     |  |
| 6.  | «Heridas»                                 | Leongomez Pulecio Medina Valderrama | 3:03     |  |
| 7.  | «Una Noche Normal»                        | Leongomez Pulecio Medina Valderrama | 3:01     |  |
| 8.  | «Cambios»                                 | Leongomez Pulecio Medina Valderrama | 3:16     |  |
| 9.  | «Si La Ven»                               | Leongomez Pulecio Medina Valderrama | 3:08     |  |
| 10. | «La Cura»                                 | Leongomez Pulecio Medina Valderrama | 3:09     |  |
| 11. | «Ella Me Dijo»                            | Leongomez Pulecio Medina Valderrama | 3:46     |  |
| 12. | «Todo es Temporal (Bonus Track - iTunes)» | Leongomez Pulecio Medina Valderrama | 3:32     |  |

## Personal
Don Tetto:
- Diego Pulecio – Voz principal, guitarra rítmica
- Carlos Leongomez – Guitarra principal, guitarra electro-acústica
- Jaime Valderrama – Bajo, voz secundaria
- Jaime Medina – Baterías y percusión